# Język morori
Język morori (a. marori, moaraeri, moraori, morari) – język papuaski z prowincji Papua w Indonezji, używany przez mieszkańców południowego wybrzeża Nowej Gwinei blisko granicy z Papuą-Nową Gwineą. Według danych z 1998 r. posługiwało się nim wówczas 50 osób (cała społeczność etniczna liczyła 250 osób).
Jego użytkownicy zamieszkują pojedynczą wieś (Wasur, według danych z 2010 r. – 413 mieszkańców, w tym 119 etnicznych Morori).
Klasyfikacja morori jest niejasna. S.A. Wurm (1975) zaliczył go do języków trans-fly. W klasyfikacji Ethnologue tworzy samodzielną gałąź języków transnowogwinejskich. Timothy Usher postuluje związek z językami kolopom. H. Hammarström (2018) rozpatruje go jako język izolowany, ze względu na słabość dowodów leksykalnych na ewentualne związki zewnętrzne.
Słownictwo morori obfituje w zapożyczenia z języka marind. Inne źródła wpływów leksykalnych to języki yei i kanum.
Jest zagrożony wymarciem. Niewielka społeczność językowa znalazła się pod presją kultury Marind i języka tej ludności. W powszechnym użyciu są języki indonezyjski i lokalny malajski. Młodsze osoby mają co najwyżej ograniczoną (bierną) znajomość morori. Dialekt menge, służący jako język obrzędowy, wyszedł z szerszego obiegu.
Wczesne dane nt. języków południowej Nowej Gwinei (w tym morori) zebrał misjonarz P. Drabbe. Badaniem morori zajmowali się też M. Donohue (autor listy leksykalnej i słownika obrazkowego) oraz I Wayan Arka (autor szeregu prac poświęconych różnym aspektom języka). Morori nie wykształcił piśmiennictwa.